# Duano
Le duano est une langue d'Indonésie et de Malaisie parlée par les Orang Kuala. 

## Répartition géographique
En Indonésie, ses locuteurs sont au nombre de 15 000 et habitent sur la côte orientale de Sumatra, entre l'embouchure du fleuve Kampar et le delta du Batang Hari, notamment les îles qui bordent cette côte.
En Malaisie, ils sont un peu plus de 4 000 et habitent sur le littoral sud-ouest de la péninsule, dans la région de Pontian Kecil (pl) dans l'État de Johor.

## Classification
Le duano appartient au groupe malais, qui comprend au total 45 langues, dont l'indonésien, le malais de la péninsule, le minangkabau de Sumatra Ouest en Indonésie et la langue des Urak Lawoi' de Thaïlande.

## Vocabulaire
Le tableau ci-dessous permet une comparaison entre quelques langues du groupe malais : pekal et minangkabau de Sumatra, urak lawoi' de Thaïlande, indonésien-malais et le français :
| Pekal             | apo  | lawik  | liek         | kucing  | lalui  | ulah    | kehas | manis | lutuik |
| Minangkabau       | apo  | lauiʔ  | liaiʔ/caliaʔ | kuciang | pai    | ula     | kareh | manih | lutuiʔ |
| Mukomuko          | apo  | laut   | liek         | kucieng | paing  | ula     | kaqeh | manih | lutut  |
| Urak lawoi'       | nama | lawoiʔ | lihaiʔ       | mi'aw   | pi     | ulal    | kras  | maneh | lutoiʔ |
| Indonésien-malais | apa  | laut   | lihat        | kucing  | pergi  | ular    | keras | manis | lutut  |
| Français          | quoi | mer    | voir         | chat    | partir | serpent | dur   | sucré | genou  |